# Г'ю Томпсон
Г'ю Клаверс Томпсон-молодший (англ. Hugh Clowers Thompson Jr.; 15 квітня 1943 — 6 січня 2006) — військовослужбовець Армії США, учасник В'єтнамської війни, знаний тим, що намагався захистити в'єтнамських мирних мешканців від розправи у селі Сонгмі.

## Життєпис
Томпсон народився у Атланті, Джорджія. З 1961 року служив у ВМС США, з 1966 — в Армії США. У В'єтнамі служив з грудня 1967 року пілотом розвідувального вертольота OH-23 у складі роти B 123-го авіаційного батальйону 23-ї піхотної дивізії.

## У Сонгмі
16 березня 1968 року вертоліт Томпсона (бортінженер — Гленн Андреотта, бортстрілок — Лоуренс Колберн) облітав село Сонгмі. З борту вертольота Томпсон і його товариші помітили трупи мирних жителів, а також стали свідками вбивства беззбройної в'єтнамської жінки командиром роти піхоти капітаном Ернестом Медіною.
Приземлившись біля канави з тілами місцевих жителів, Томпсон (воррент-офіцер) зажадав від командира взводу другого лейтенанта Вільяма Келлі пояснити, що відбувається. Келлі сказав, що він тут командир, і зажадав не втручатися. Томпсон піднявся в повітря і, помітивши групу в'єтнамських селян, які тікали від американських солдатів, які збиралися їх убити, посадив вертоліт між ними. Він наказав бортстрілку і бортінженеру відкрити вогонь по піхотинцях, якщо ті спробують убити в'єтнамців. Потім Томпсон викликав вертольоти для евакуації жителів села (було евакуйовано 11 осіб, ще одна дитина була підібрана в зрошувальній канаві, де лежали мертві та вмирущі).

## Нагороди
Томпсон був нагороджений Хрестом «За видатні льотні заслуги» за те, що він врятував в'єтнамську дитину, «потрапив в інтенсивну перестрілку», і «його правильні рішення істотно поліпшили в'єтнамсько-американські відносини в оперативній зоні».

## Суд
Після початку розслідування подій в Сонгмі Томпсона викликали для участі в закритому засіданні комітету Палати представників Конгресу США з питань збройних сил. Там його різко критикували. Голова комітету Мендел Ріверс заявив, що якщо когось слід судити за участь у подіях в Сонгмі, то це повинен бути Томпсон (за погрозу застосувати зброю проти співвітчизників). Ріверс безрезультатно намагався залучити Томпсона до суду. Після того, як про дії Томпсона стало відомо громадськості, він став отримувати анонімні дзвінки з погрозами й до його ґанку підкидали понівечені трупи тварин.

## Подальша кар'єра
Томпсон продовжував служити у В'єтнамі, чотири рази був збитий і отримав перелом хребта. Він залишався в армії до 1983 року.

## Повернення в Сонгмі
У 1998 році разом з Андреоттою і Колберном Томпсон був відзначений Солдатською медаллю — вищої військової нагороди США за героїзм, проявлений в небойовій обставі (Андреотта був нагороджений посмертно — він загинув у В'єтнамі 8 квітня 1968 року). У тому ж році Томпсон відвідав село Сонгмі, де зустрівся з кількома врятованими їм в'єтнамцями.

## Смерть
Помер в Олександрії (Луїзіана) від раку. Похований з військовими почестями на цвинтарі в Лафайєтт.